# Louis W. Truman

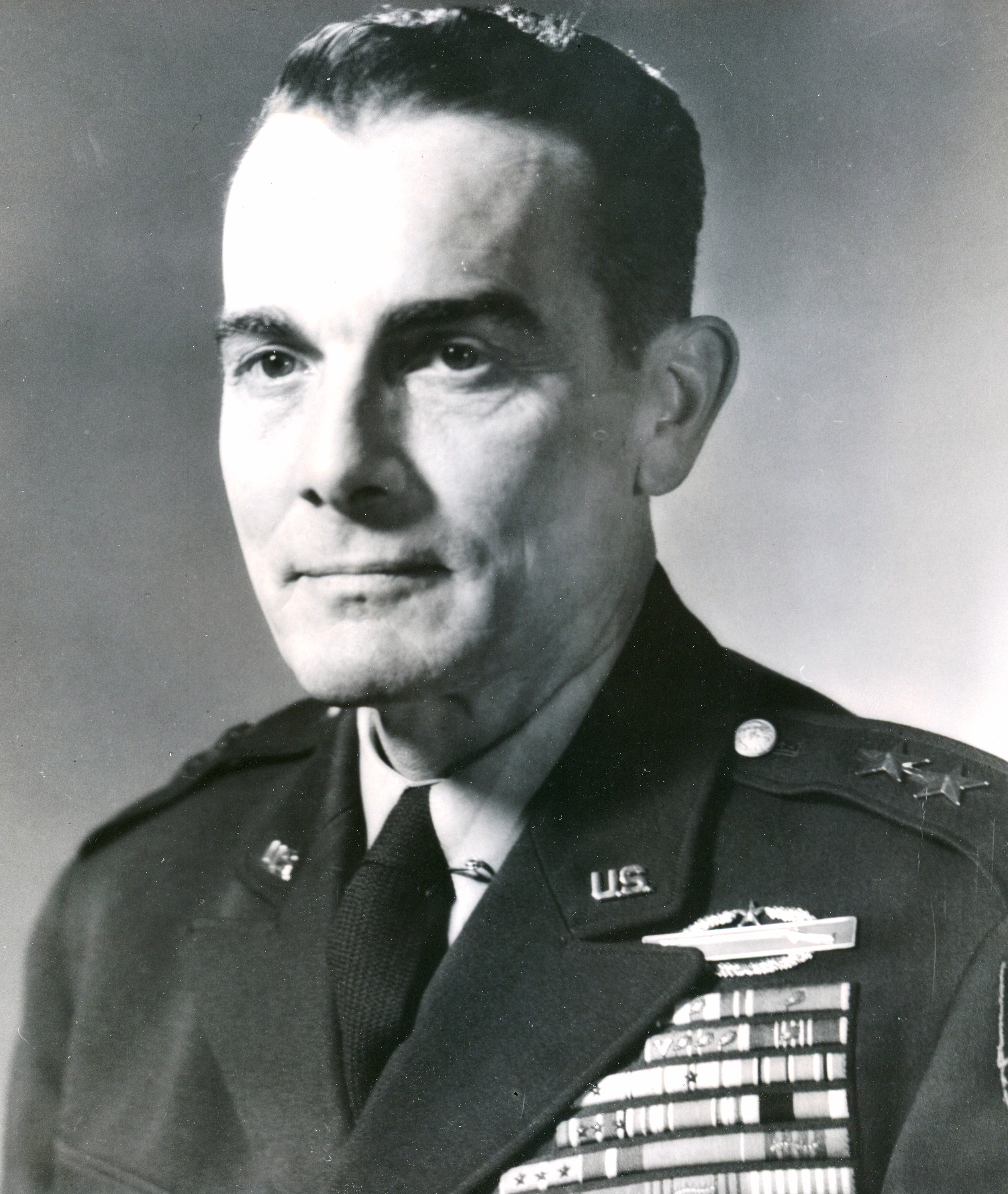
Louis W. Truman

Louis Watson Truman (* 20. Juni 1908 in Kansas City, Missouri; † 2. Dezember 2004 in Atlanta, Georgia) war ein Generalleutnant  der United States Army. Er war unter anderem Kommandeur der 3. US-Armee.
Louis Truman war der Sohn von Generalmajor Ralph E. Truman (1880–1962) und dessen Frau Nannie L. Watson (1881–1931). Er war ein Cousin zweiten Grades des späteren Präsidenten Harry S. Truman. Im Jahr 1926 wurde er Mitglied der Nationalgarde von Missouri, ehe er 1928 an der United States Military Academy in West Point eine Offiziersausbildung begann. Nach seinem 1932 erfolgten Abschluss an dieser Akademie wurde er als Leutnant der Infanterie zugeteilt. In der Armee durchlief er anschließend alle Offiziersränge vom Leutnant bis zum Drei-Sterne General.
In den 1930er Jahren war er an verschiedenen Standorten in den Vereinigten Staaten und auch am Panamakanal stationiert. In dieser Zeit absolvierte er auch die Infantry School und die Tank School. Im Jahr 1940 war er für einige Zeit Stabsoffizier bei der 14. Panzerbrigade, die der 2. Panzerdivision unterstand. Zwischen Januar 1941 und Februar 1942 war er in Pearl Harbor auf Hawaii stationiert, wo er Stabsoffizier beim Hawaiian Department war. Dabei wurde er Augenzeuge des japanischen Angriffs auf Pearl Harbor am 7. Dezember 1941. Dieses Ereignis begründete den umgehenden Eintritt der Vereinigten Staaten in den Zweiten Weltkrieg.
In den Jahren 1942 bis 1944 war Truman Stabsoffizier beim United States Army Ground Forces Command. Seit April 1944 diente er in der 84. Infanteriedivision zunächst als Stabschef und später als stellvertretender Kommandeur. Ab November 1944 war er mit seiner Einheit auf dem europäischen Kriegsschauplatz eingesetzt. Diese gehörte zu den Truppen, die im weiteren Kriegsverlauf nach Deutschland vorstießen und 1945 die Elbe erreichten.
Im Jahr 1946 diente Truman für einige Monate als Stabsoffizier im amerikanischen Hauptquartier (United States Forces European Theater) in Frankfurt am Main. Anschließend war er bis 1948 Mitglied der amerikanischen Delegation bei den Vereinten Nationen bzw. deren Militär Komitee. (United Nations Military Staff Committee). Es folgten der für höhere Offiziere obligatorische Studiengang am Command and General Staff College und am National War College. Danach gehörte er dem Stab der Joint Chiefs of Staff im Pentagon an.
Während des Koreakriegs kommandierte Louis Truman zwischen Juli 1952 und Januar 1953 das 223. Infanterie-Regiment, das der 40. Infanterie-Division unterstand. Danach war er bis Juli 1953 stellvertretender Kommandeur der 2. Infanteriedivision. Nach seiner Beförderung zum Brigadegeneral diente Truman in den folgenden zwei Jahren als Stabschef der 3. Armee in Fort McPherson in Georgia. Im Jahr 1955 wurde er nach Neapel versetzt, wo er beim dortigen NATO-Hauptquartier (Southern European Command) als Leiter der für Operationen zuständigen Abteilung G3 tätig war. Nach einer kurzen Zeit in Karatschi, wo er eine Militärberatergruppe leitete, übernahm er im August 1959 das Kommando über die 4. Infanteriedivision. Dieses Kommando behielt er bis Juni 1960. Es folgte eine Versetzung nach Fort Monroe in Virginia, wo er beim United States Continental Army Command zunächst als Stabsoffizier die G3-Abteilung leitete, später wurde er stellvertretender Kommandeur des Commands. Im September 1963 übernahm Truman das Kommando über das VII. Corps, das er bis zum Juli 1965 behielt. Unmittelbar danach übernahm er am 15. Juli 1965 den Oberbefehl über die 3. Armee, den er bis zum 31. Juli 1967 behalten sollte. Anschließend ging er in den Ruhestand.
Louis Truman verbrachte seinen Ruhestand in Atlanta in Georgia. Dort war er viele Jahre für das Industrie und Handelsministerium der Staatsregierung von Georgia tätig. Außerdem gehörte er dem Vorstand der Firma Adams/Cates Realty an. Nach seinem Tod am 2. Dezember 2004 wurde er auf dem Friedhof der Militärakademie in West Point beigesetzt.

## Orden und Auszeichnungen
Louis Truman erhielt im Lauf seiner militärischen Laufbahn unter anderem folgende Auszeichnungen:
- Army Distinguished Service Medal
- Silver Star
- Legion of Merit
- Bronze Star Medal
- Army Commendation Medal
- American Defense Service Medal
- American Campaign Medal
- European-African-Middle Eastern Campaign Medal
- Asiatic-Pacific Campaign Medal
- World War II Victory Medal
- Army of Occupation Medal
- National Defense Service Medal
- Korean Service Medal
- United Nations Korea Medal